# Saint-Hilaire-les-Courbes
 Saint-Hilaire-les-Courbes  là một xã thuộc tỉnh Corrèze trong vùng Nouvelle-Aquitaine miền trung Pháp.